# Vämästaren

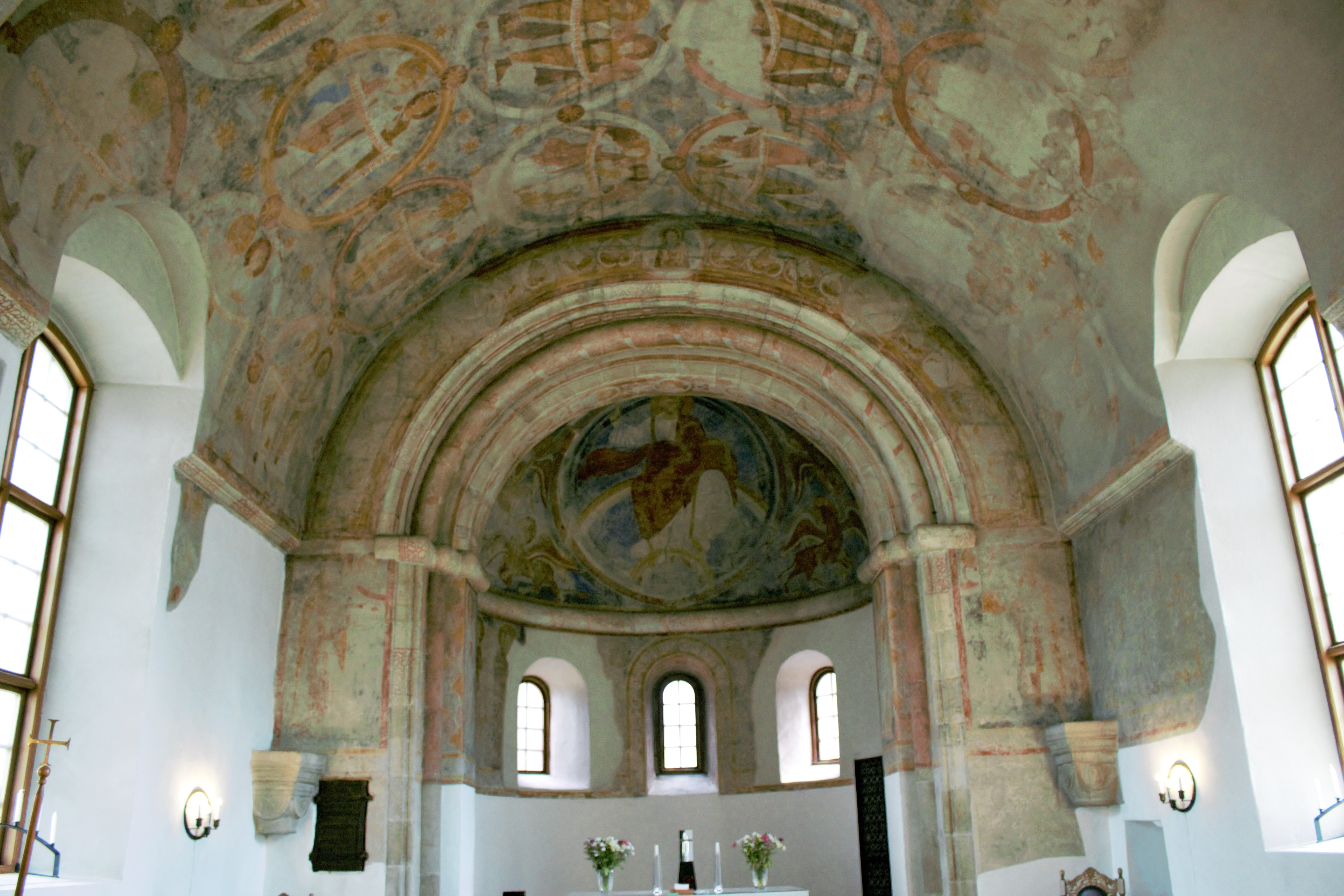
Kormålningarna i Vä kyrka.

Vämästaren var en anonym skånsk kalkmålare som var verksam under 1120-talet. Han har fått sitt namn från Vä där han har utfört kalkmålningar i Vä kyrka. 
Målningarna utförda av Vämästaren var högkvalitativa med en tydlig prägel av italo-bysantinsk stil, vilket präglade den europeiska konsten på den tiden. Att den bysantinska stilen finns i en nordisk kyrka kan bero på att de troliga donatorerna, som är avbildade i kyrkan, var den danske kung Nils och hans drottning Margareta Fredkulla. Fredkullas syster, Kristina, var gift med furste Mstislav I av Kiev, vars farmor var en bysantinsk prinsessa.
Framträdande i korets tunnvalv är ett språkband med texten till lovsången Te Deum.

## Kyrkor smyckade av Vämästaren
- Vä kyrka